# کوواکی-کواسه
کوواکی-کواسه (به لهستانی:  Kołaki-Kwasy) یک روستا در لهستان است که در گمینا اوپینوگورا گورنا واقع شده‌است.